# Eolactoria sorbinii
Eolactoria sorbinii è un pesce osseo estinto, appartenente ai tetraodontiformi. Visse nell'Eocene medio (circa 49 milioni di anni fa) e i suoi resti fossili sono stati ritrovati in Italia, nel famoso giacimento di Bolca.

## Descrizione
Questo pesce era di piccole dimensioni e solitamente era lungo circa 5 centimetri. Possedeva un corpo tondeggiante, quasi interamente ricoperto da una corazza di piastre ossee; solo il muso e il peduncolo caudale erano privi di scudi ossei. Gli occhi erano grandi e il muso arrotondato; la bocca era piccola ed erano presenti denti sia nella mascella che nella mandibola. Tutte le pinne erano piccole. Eolactoria era caratterizzato principalmente dalla presenza di lunghissime spine appaiate: un paio era posto nella regione della fronte, appena davanti agli occhi, e un altro paio era presente nella parte posteriore del ventre. Queste quattro spine erano estremamente forti e allungate, e superavano in lunghezza il corpo stesso dell'animale. Erano inoltre presenti due spine più piccole e larghe, poste al livello orizzontale degli occhi.

## Classificazione
Eolactoria sorbinii è un membro dei tetraodontiformi, ed è stato classificato variamente nelle famiglie Aracanidae e Ostraciidae; in ogni caso, sembrano certe le parentele con gli attuali pesci scatola, e le somiglianze con il genere attuale Lactoria sono evidenti. Eolactoria sorbinii venne descritto per la prima volta nel 1975 da Tyler, sulla base di resti fossili ritrovati nella famosa Pesciara di Bolca, in provincia di Verona.

## Paleoecologia
Come i suoi stretti parenti attuali, anche Eolactoria era un pesce dal nuoto lento che viveva nelle calme acque costiere; probabilmente si nutriva di piccoli organismi.